# Virus de la encefalomielitis aviar

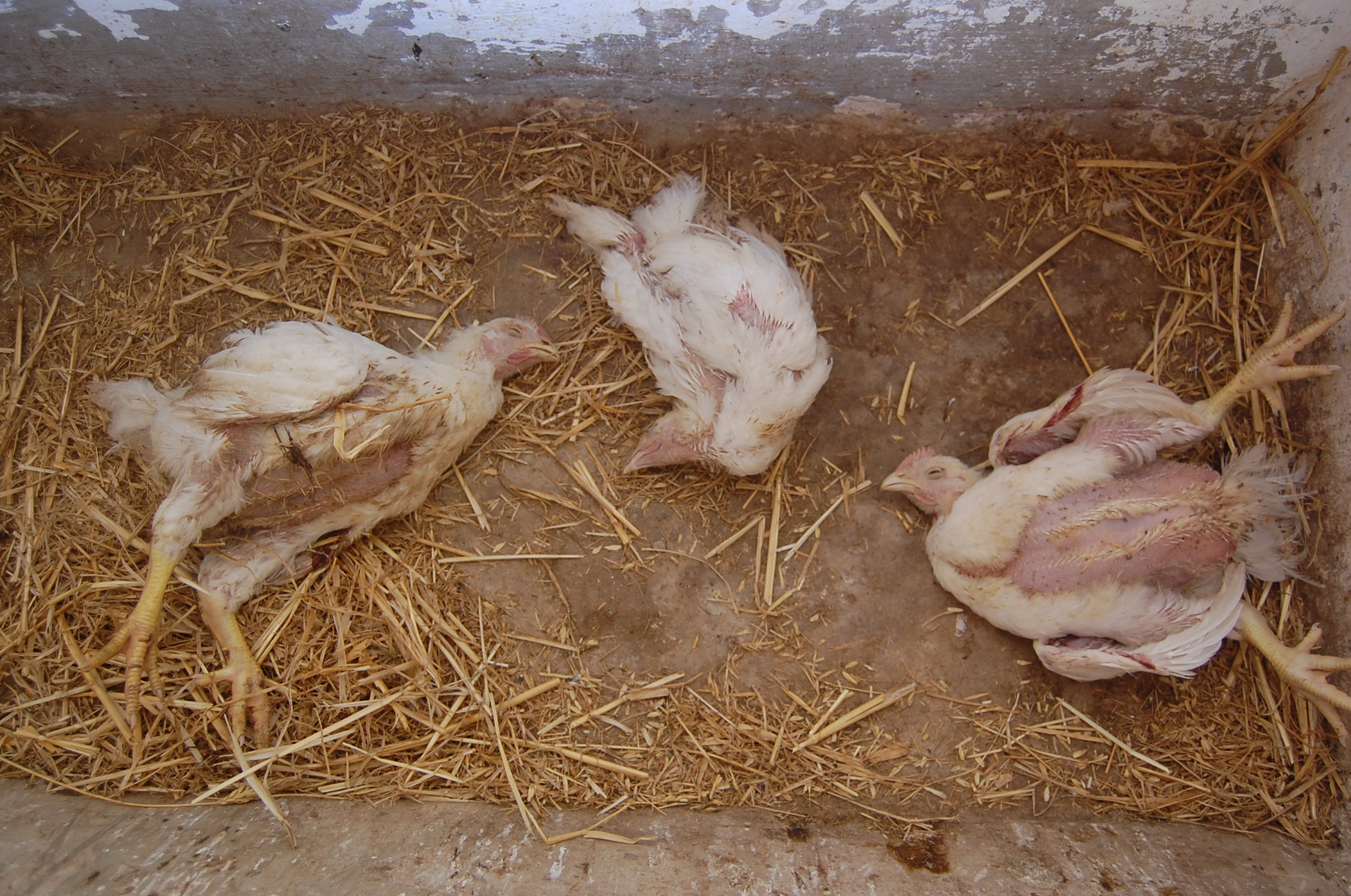
Pollos de engorde de 33 días de edad muertos por encefalomielitis aviar: con torsión del cuello (centro, sin patas); con postura similar al tétanos (izquierda).

El virus de la encefalomielitis aviar, es un virus ARN monocatenario positivo de la familia Picornaviridae. Produce enfermedad epidémica en aves, principalmente pollos de corral, pavos, gallinas de Guinea, faisanes y otras especies. Afecta al sistema nervioso central de estas aves provocando una encefalomielitis grave que cursa con temblor, por ello la enfermedad ha sido denominada temblor epidémico.
El virus puede diseminarse entre las aves, tanto por transmisión horizontal como vertical, pero no afecta a humanos. No existe tratamiento, pero la vacunación de los animales es una medida preventiva eficaz. Una vez que aparece la enfermedad, la mortalidad oscila entre el 25 y el 60% de las aves afectados. Los ejemplares supervivientes quedan inmunes para toda su vida.